# L'abitatore del buio
L'abitatore del buio (The Haunter of the Dark) è un racconto horror di Howard Phillips Lovecraft appartenente al cosiddetto Ciclo di Cthulhu. Fu scritto nel 1935 e pubblicato nel 1936 su Weird Tales. Si tratta dell'ultima opera "ufficiale" che Lovecraft scrisse senza collaborazioni esterne: di tutti i suoi racconti seguenti fino alla morte sarà infatti solo coautore, revisore o ghostwriter

## Trama
Il protagonista di questa vicenda, Robert Blake, è uno scrittore del fantastico e dell'orrore, che nel corso di questa sfortunata storia si ritrova immischiato in una vicenda che ricorda molto la trama di uno dei suoi libri. Tornato a Providence dopo anni di viaggi, il protagonista si stabilisce in un comodo appartamento, in una zona tranquilla e suggestiva della città, vicino al campus universitario, dove riprende la sua attività di letterato. La sua vita parrebbe scorrere normalmente, ma ecco che un evento fatidico si appresta a mettere in moto la terrificante vicenda: dalla finestra volta ad occidente, ammira quotidianamente il profilo monumentale della chiesa neogotica di Federal Hill; una visione sublime e sottilmente minacciosa che pare avvincere Robert fino a sfociare in una vera e propria ossessione, tale da bloccare il suo lavoro creativo. Nella primavera, attraversato da una profonda irrequietezza, decide di avventurarsi per il dedalo di malconce strade della Federal Hill e arrivare, infine, a quella chiesa che tanto lo affascina. Dalle reazioni degli immigrati italiani che abitano quella parte della città e dal racconto mormorato di un poliziotto irlandese, Robert scopre la pessima fama della chiesa che, secondo i locali, parrebbe essere stata un luogo di culto per un'empia setta. 
Tutto ciò affascina ulteriormente Robert, poiché in un certo senso le sue fantasie sulla cattedrale sono diventate una realtà tangibile, e quindi decide seduta stante di entrarvi e scoprirvi ulteriori segreti. Il posto versa in un totale stato di abbandono, ma proprio qui Robert scopre nella sagrestia numerosi libri di esoterismo legati a libri occulti e ai più neri segreti dell'Universo, oltre ad un misterioso libro scritto con strani simboli. Nella torre campanaria, stranamente sigillata con decrepite assi di legno, oltre ad un circolo di sedie dall'intaglio gotico e una bizzarra scultura di gesso (che ricorda i monoliti sull'Isola di Pasqua) trova una misteriosa scatola, al cui interno vi è un trapezoedro dalla mistica luce. La meraviglia per il ritrovamento è superata unicamente dall'orrore per un vecchissimo scheletro che giace sul pavimento della stanza. Da un taccuino trovato sui miseri resti del defunto, Robert scopre che il morto era un giornalista, Edwin Lillibridge, che indagava sulle voci di sparizioni e correlati sacrifici umani perpetrati dalla setta della Saggezza Stellare, proprietaria della chiesa. Dalle informazioni sul taccuino, si evince che la pietra serviva alla setta per scrutare i segreti dell'Universo e mettersi in contatto con l'Abitatore del Buio (un avatar di Nyarlathotep), un mostruoso essere extraterrestre che esigeva sacrifici umani e sfuggiva ogni fonte di luce. Ancor più turbato, Robert pone nuovamente il suo sguardo sulla pietra, rimanendone ammaliato, nonostante la sensazione di inquietudine. Il solo guardare la bizzarra pietra provoca nel protagonista una ridda di immagini ultraterrene, bruscamente interrotte dai preoccupanti suoni che provengono dal vano sopra la sua testa. Senza saperlo, ma comunque intuendolo, Robert ha inavvertitamente evocato qualcosa.
Terrorizzato al limite del parossismo, Robert sigilla la scatola e si precipita fuori dalla chiesa, dove infine ha inizio la parte più drammatica della storia. Robert si immerge in ricerche angosciose, cercando di avere la meglio sul misterioso volume criptato (come più tardi apprenderà, vergato nell'alfabeto esoterico dell'Aklo) e rimanendo ancor più spaventato e depresso dal risultato delle sue scoperte. Nel frattempo, una serie di avvenimenti prendono ad animare la tranquilla vita di Federal Hill, dove secondo le voci degli italiani e degli altri immigrati, la nefasta entità della cattedrale si è nuovamente destata. Come lo stesso Robert ha tristemente modo di apprendere a sue spese, fra lui e l'Abitatore si è instaurato un legame, tale che lo scrittore è costretto a legarsi al letto ogni notte per non trovarsi a deambulare fino alla temuta torre campanaria. Solo i lampioni costituiscono la sua salvezza, poiché la luce artificiale ha la capacità di scacciare l'Abitatore da dove è giunto, impedendogli così di uscire per strada e raggiungerlo.
La vicenda infine si conclude in una notte di tempesta, in cui le luci della città si spengono per un Black out e, privo di qualsiasi protezione, Blake vede a tu per tu la spaventosa forma dell'Abitatore, morendo per la paura e lo shock.

## Storia editoriale

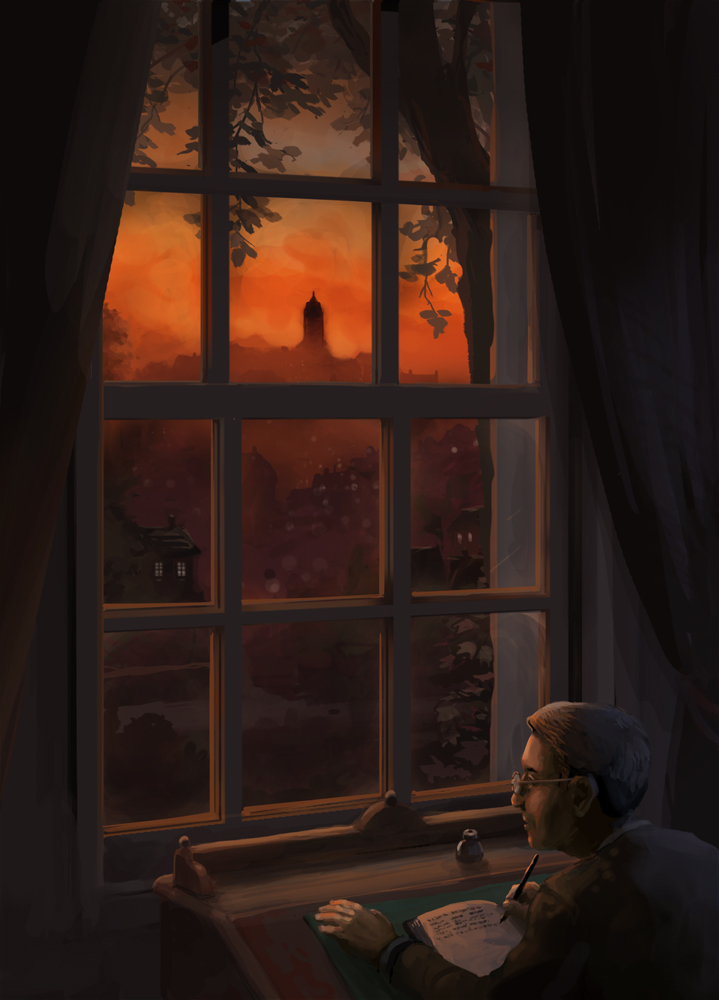
Robert Blake. Illustrazione di Jarkko Naas.

La genesi de L'abitatore del buio è alquanto peculiare. Nel 1935 il giovanissimo scrittore Robert Bloch aveva inviato una lettera al più maturo collega Lovecraft, chiedendogli il permesso di inserire in un suo racconto dell'orrore un personaggio ispirato allo stesso Lovecraft. Lovecraft fu divertito dall'idea e rispose a Bloch con una lettera scherzosa in cui, con l'autorizzazione di vari personaggi immaginari creati dallo scrittore di Providence, gli conferiva il permesso di "rappresentare, assassinare, distruggere, disintegrare, trasfigurare, mutare o comunque maltrattare" il personaggio a lui ispirato - che infatti, nel racconto di Bloch (L'orrore dalle stelle) finirà ucciso da una creatura mostruosa evocata dalle profondità dello spazio. 
Lovecraft apprezzò la storia e ricambiò ironicamente il "favore" scrivendo L'abitatore del buio, seguito ideale de L'orrore dalle stelle, inserendovi un protagonista chiamato Robert Blake - un trasparente alter ego di Bloch - e facendogli fare una fine altrettanto sinistra, dopo aver ritrovato in una chiesa abbandonata di Providence un misterioso artefatto denominato Trapezoedro Lucente, risvegliando un avatar di Nyarlathotep.
Dal racconto di Bloch, Lovecraft riprese anche il De Vermis Mysteriis, un immaginario grimorio il cui titolo latino era stato suggerito a Bloch dallo stesso Lovecraft, e che, come il Necronomicon, diverrà un celebre pseudobiblium della letteratura horror, citato da autori quali Stephen King nel racconto Jerusalem's Lot (nella raccolta A volte ritornano).
Da notare che il panorama visibile dalla camera di Blake è il medesimo che Lovecraft poteva osservare dall'ultimo alloggio in cui visse, al numero 66 di College Street.
Robert Bloch, in seguito, scrive un ulteriore racconto di risposta a L'abitatore del buio: il racconto si intitola L'ombra del campanile.
Nella sua pubblicazione sulla rivista Weird Tales, il racconto è stato accompagnato da un'illustrazione del disegnatore Virgil Finlay. In una lettera indirizzata a James F. Morton, del marzo 1937, l'autore di Providence scriverà: